# کتاب‌شناسی نجف دریابندری
نجف دریابندری (۱۳۹۹−۱۳۰۸) کتاب‌ها و مقالات فراوانی به فارسی نوشت و ترجمه کرد.

## کتاب‌ها
| کتاب‌های منتشرشده                                  | کتاب‌های منتشرشده    | کتاب‌های منتشرشده | کتاب‌های منتشرشده       | کتاب‌های منتشرشده | کتاب‌های منتشرشده                                     |
| ------------------------------------------------- | ------------------- | ---------------- | ---------------------- | ---------------- | ---------------------------------------------------- |
| نام                                               | نویسنده             | مترجم            | ناشر فارسی             | سال انتشار فارسی | توضیحات                                              |
| از این لحاظ                                       | آری                 |                  | کارنامه                | ۱۳۸۹             | ۴۸۰ صفحه، (مجموعهٔ مقدمه‌های دریابندری بر برگردان‌هایش) |
| افسانه اسطوره                                     | آری                 |                  |                        |                  | شرح چند نظریه در افسانه‌شناسی و نقد یک اصطلاح         |
| کتاب مستطاب آشپزی                                 | آری                 |                  | کارنامه                |                  | با همکاری فهیمه راستکار                              |
| به عبارت دیگر: مجموعه مقاله‌ها                     | آری                 |                  |                        |                  |                                                      |
| در عین حال: مجموعه مقاله‌ها                        | آری                 |                  |                        |                  |                                                      |
| درد بی‌خویشتنی: بررسی مفهوم الیناسیون در فلسفهٔ غرب | آری                 |                  | نشر پرواز نشر نو       |                  |                                                      |
| یک گفتگو                                          | آری                 |                  | نشر کارنامه            | ۱۳۷۶             | با ناصر حریری، ۲۱۹ صفحه                              |
| گفتگو با نجف دریابندری                            | آری                 |                  |                        |                  | با مهدی مظفر ساوجی                                   |
| نجف دریابندری: حلوای انگشت‌پیچ                     | آری                 |                  |                        | ۱۴۰۲             | با سیروس علی‌نژاد                                     |
| وداع با اسلحه                                     | ارنست همینگوی       | آری              |                        | ۱۳۳۳             |                                                      |
| پیرمرد و دریا                                     | ارنست همینگوی       | آری              | انتشارات خوارزمی       | ۱۳۶۳             |                                                      |
| سرگذشت هکلبری فین                                 | مارک توین           | آری              | انتشارات خوارزمی       | ۱۳۶۶             |                                                      |
| بیگانه‌ای در دهکده                                 | مارک توین           | آری              |                        | ۱۳۴۰             |                                                      |
| گور به گور                                        | ویلیام فاکنر        | آری              | نشر چشمه               | ۱۳۷۱             |                                                      |
| یک گل سرخ برای امیلی                              | ویلیام فاکنر        | آری              | نیلوفر                 | ۱۳۸۲             | ۲۴۵ صفحه                                             |
| رگتایم                                            | ای.ال. دکتروف       | آری              | انتشارات خوارزمی       | ۱۳۶۱             |                                                      |
| بیلی باتگیت                                       | ای.ال. دکتروف       | آری              | انتشارات طرح نو        | ۱۳۷۷             |                                                      |
| پیامبر و دیوانه                                   | جبران خلیل جبران    | آری              | نشر کارنامه            | ۱۳۷۸             |                                                      |
| بازماندهٔ روز                                      | کازو ایشی‌گورو       | آری              | نشر کارنامه            | ۱۳۷۵             |                                                      |
| آنتیگونه                                          | سوفوکل              | آری              |                        | ۱۳۵۵             |                                                      |
| چنین کنند بزرگان                                  | ویل کاپی            | آری              |                        | ۱۳۵۱             | عنوان اصلی: انحطاط و سقوط تقریباً همهٔ افراد           |
| قدرت                                              | برتراند راسل        | آری              |                        | ۱۳۶۱             |                                                      |
| تاریخ فلسفه غرب                                   | برتراند راسل        | آری              |                        | ۱۳۴۰             |                                                      |
| عرفان و منطق                                      | برتراند راسل        | آری              |                        | ۱۳۴۹             |                                                      |
| افسانه دولت                                       | ارنست کاسیرر        | آری              |                        | ۱۳۶۲             |                                                      |
| فلسفه روشن‌اندیشی                                  | ارنست کاسیرر        | آری              |                        | ۱۳۷۲             |                                                      |
| کلی‌ها                                             | هیلری استنیلند      | آری              | کارنامه                | ۱۳۸۳             | ۲۰۸ صفحه                                             |
| معنی هنر                                          | هربرت رید           | آری              | انتشارات علمی و فرهنگی | ۱۳۵۱             |                                                      |
| تاریخ سینما                                       | آرتور نایت          | آری              |                        | ۱۳۴۱             |                                                      |
| متفکران روس                                       | آیزایا برلین        | آری              |                        | ۱۳۶۱             |                                                      |
| قضیهٔ رابرت اوپنهایمر                              | هاینار کیپهارت      | آری              |                        | ۱۳۴۹             |                                                      |
| در انتظار گودو، دست آخر: نمایشنامه‌های بکت         | ساموئل بکت          | آری              |                        | ۱۳۵۶             | دو جلد                                               |
| تاریخ روسیهٔ شوروی، انقلاب بلشویکی، ۱۹۱۷ تا ۱۹۲۳   | ادوارد هلت کار      | آری              |                        | ۱۳۷۱             | سه جلد                                               |
| برف‌های کلیمانجارو                                 | ارنست همینگوی       | آری              |                        |                  |                                                      |
| خانه برناردا آلبا                                 | فدریکو گارسیا لورکا | آری              | کارنامه                | ۱۳۹۲             | ۱۷۴ صفحه                                             |
| بیست‌ویک داستان                                    | ارنست همینگوی       | آری              | کارنامه                | ۱۴۰۲             |                                                      |

## مقالات و منشآت
- «اسکار وایلد و آثارش»، مجلّهٔ سخن، مردادِ ۱۳۳۹. ص. ۳۹۳–۴۰۲
- «از نتایج نوشتن برای نویسنده بودن». بررسی کتاب (۱۰): ۳−۸. مرداد ۱۳۴۶.
- «هوای دریا در فضای ادبیات فارسی». دنیای سخن (۳۳): ۲۹ و ۶۵. مرداد و شهریور ۱۳۶۹.

## گفتگوها
گفتگوهای مفصّلِ دریابندری کتاب شده. گفتگوهای مختصر اینجا فهرست می‌شود:
- «گلستان، مبتلا به لقوهٔ زبانی آل احمد، دچار سکسکه «بوف کور»، منحط امّا شوهر آهو خانم… !»، مجلّهٔ آدینه، شمارهٔ ۳۷، ص. ۱۳–۲۵
- «محمد قاضی و دن کیشوت»، کتاب امروز، شمارهٔ ۱، ص. ۳–۱۲ (چاپ دیگر با نام «قاضی و دن کیشوت» در فصلنامهٔ مترجم، بهار ۱۳۷۲، شماره ۹)

## منتشرنشده‌ها
- ترجمهٔ انگلیسی درد بی‌خویشتنی